# Río Grande (Bolivien)
Der Río Grande (oder Río Guapay) ist ein rechter Zufluss des Río Mamoré in Bolivien. Er entsteht aus dem Zusammenfluss von Río Caine und Río San Pedro und wird wegen seiner Länge oft auch als längster Quellfluss des Mamoré angesehen.

## Flussverlauf

### Río Rocha
Einer der Ursprünge des Rio Grande ist der Río Rocha, der östlich der Stadt Cochabamba am Südhang der Kordillere von Cochabamba entspringt. Der Río Rocha durchquert den Talkessel von Cochabamba in westlicher Richtung in jahreszeitlich stark schwankender Wasserführung. Nach 65 km wendet sich der Fluss in südöstlicher Richtung und vereinigt sich nach weiteren 50 km östlich von Capinota auf einer Höhe von 2.350 m über dem Meeresspiegel mit dem Río Arque.

### Río Arque
Der Río Arque entspringt auf halbem Weg zwischen den Städten Oruro und Cochabamba und legt bis zur Vereinigung mit dem Río Rocha nahe der Stadt Capinota eine Gesamtstrecke von 85 km zurück.

### Río Caine
Nach der Vereinigung von Río Rocha und Río Arque trägt der Fluss für die nächsten 162 km den Namen Río Caine und fließt in weitgehend südöstlicher Richtung, bevor ihm im weiteren Verlauf nach der Vereinigung mit dem Río San Pedro der Name Río Grande gegeben wird.

### Río Grande
Nach insgesamt 500 Kilometern wendet sich der Fluss nach Nordosten und umfließt in einem weiten Bogen die Millionenstadt Santa Cruz. Das Flussbett ist streckenweise mehrere km breit, der Fluss selbst bis zu 300 m.
Wichtige Nebenflüsse des Río Grande sind die Flüsse San Pedro, Chayanta, Chico, Charobamba, Tomina, Mizque, Azero, Pailas und Yapacani.
Nordöstlich der Stadt Santa Cruz teilt sich der Fluss auf Grund des geringen Gefälles und der starken landwirtschaftlichen Nutzung in viele kleine Arme auf, die jeder für sich über einige Kilometer nur schmale Rinnsale sind.
1438 Kilometer unterhalb der Quelle des Río Rocha mündet der Río Grande am Dreiländereck der Departamentos Santa Cruz, Cochabamba und Beni in den Río Mamoré, der sich wiederum 1143 Kilometer flussabwärts mit dem Río Beni zum Rio Madeira vereinigt, einem direkten Nebenfluss des Amazonas.